# Рубиъс Хагрид
Професор Рубиъс Хагрид е литературен герой от поредицата книги „Хари Потър“ на английската писателка Джоан Роулинг.

## Описание
-великан, Пазач на Ключовете и дивеча и професор по Грижа за магическите създания в Хогуортс. Било му е забранено да използва магическата си пръчка, защото докато е бил ученик в Хогуортс е отворена Стаята на тайните и се е мислело, че той е наследникът на Салазар Слидерин. Сега държи магическата си пръчка в розов чадър.
```
Той е приятел с 
Хари Потър
, 
Рон Уизли
 и 
Хърмаяни Грейнджър
.
```

Във частта на Хари Потър и Стаята на тайните той помага много на Хари и Рон (Хърмаяани я няма, защото е вкаменена от базилиска). великана им казва да следят паяците и те стигат до паяка Арагог. Паякът им дава информация, че Хагрид не е отворил Стаята на тайните. С помощта на великана те успяват да разберат, че Хагрид не е отворил стаята.
Най-голямата слабост на Хагрид са огромните магическите животни – змейовете, хипогрифите, раконогите огнемети, тестролите и т.н. Като ученик в Хогуортс отглежда голям паяк и го кръщава Арагог. Негова собственост е и Пухчо, грамадно триглаво куче, и Норбърт – змей гребеногърбушко.
```
Дъмбълдор често го праща на важни мисии и му се доверява за всичко.
```

Той винаги говори със съкращения като „K`во“ или „Що“.